# Øystein Storrvik
Øystein Storrvik (Oslo, 1958. április 7. –) norvég ügyvéd. Az Oslói Katedrális Iskolába ment tanulni, mielőtt elkezdte volna jogi tanulmányait. Miután befejezte tanulmányait Mandalban bíróként kezdett dolgozni. Később Tor Erling Staff jogász munkatársa volt. Ezt követően megalapította saját ügyvédi irodáját, Advokatfirmaet Storrvik néven.
2015. február 26-án jelentették be, hogy Anders Behring Breivik új ügyvédje lesz.

## Fordítás
- Ez a szócikk részben vagy egészben  a(z)   Øystein Storrvik című norvég Wikipédia-szócikk ezen változatának fordításán alapul.  Az eredeti cikk szerkesztőit annak laptörténete sorolja fel. Ez a jelzés csupán a megfogalmazás eredetét és a szerzői jogokat jelzi, nem szolgál a cikkben szereplő információk forrásmegjelöléseként.